# Diadem (Schiff, 1944)
HMS Diadem war ein britischer Leichter Kreuzer der auch als Bellona-Klasse bezeichneten verbesserten Dido-Klasse mit nur vier 133-mm-Doppeltürmen und einer verbesserten Flugzeug-Abwehr-Bewaffnung. Sie war der dritte bei Hawthorn Leslie gebaute Dido-Flugabwehrkreuzer und kam am 6. Januar 1944 als letzter Kreuzer dieser Klasse in den Dienst der Flotte.
Das bei der britischen Home Fleet eingesetzte Schiff war während des Zweiten Weltkriegs am letzten Gefecht größerer Überwassereinheiten der Royal Navy mit der Kriegsmarine beteiligt, als es mit der Mauritius drei deutsche Zerstörer am Marsch von Norwegen in die Ostsee zu hindern suchte. Bei diesem Gefecht vor Bergen am 28. Januar 1945 wurde Z 31 beschädigt.
Die Diadem diente bis 1950 in der Home Fleet und wurde dann der Reserve zugeteilt. 1956 wurde sie nach Pakistan verkauft. Als Babur, dann Jahangir diente sie zuletzt in der pakistanischen Marine als Schulschiff für Seekadetten. Erst 1985 wurde der Kreuzer verschrottet.

## Einsätze
Nach der Indienststellung im Januar 1944 wurde die Diadem als Teil der Home Fleet mit dem Schutz von Nordmeergeleitzügen (z. B. Geleitzug JW 58, Geleitzug JW 58, RA 59, RA 60, JW 63 und RA 63, JW 65 und RA 65) betraut und sicherte die Flugzeugträger bei ihren Angriffen auf das deutsche Schlachtschiff Tirpitz im April 1944. Im Juni war sie Teil der Kampfgruppe E (Force E) während der alliierten Invasion der Normandie. Nach den Landeoperationen patrouillierte sie die britische Küste und versenkte am 12. August im Zusammenspiel mit mehreren Zerstörern den deutschen Sperrbrecher 7 vor La Rochelle. Im September kehrte sie in nördliche Gewässer zurück, begleitete russische Konvois und patrouillierte an der norwegischen Küste.
Am 28. Januar 1945 versuchte die Diadem zusammen mit der Mauritius nahe Bergen drei deutsche Zerstörer abzufangen, die aus Norwegen in die Ostsee verlegen wollten. Im letzten Gefecht deutscher Zerstörer mit der Royal Navy wurde Z 31 schwer beschädigt; Z 34 und Z 38 konnten in der folgenden Nacht ihren Verlegungsmarsch fortsetzen und erreichten am 1. Februar 1945 Kopenhagen.
Ab dem 16. April erfolgte der letzte Einsatz der Diadem an einem Nordmeergeleit, als sie die 27 Handelsschiffe des Konvois JW 66 zusammen mit Geleitträgern Vindex und Premier, neun Zerstörern der Home Fleet (u. a.  die norwegische Stord sowie die kanadische Haida mit zwei Schwesterschiffen), der „7th Escort Group“ mit fünfzehn Einsatzschiffen sowie der „19th Escort Group“ mit weiteren fünf Einheiten begleitete. Weder eine nahe der Bäreninsel aufgestellte U-Boot-Gruppe noch die deutsche Luftaufklärung entdeckten das Geleit, das so erst kurz vor der Einfahrt in die Kola-Bucht angegriffen wurde.
Am 4. Mai 1945, dem Tag der Teilkapitulation der Wehrmacht in Nordwestdeutschland, Dänemark und den Niederlanden, hatte die Diadem ihren letzten Kriegseinsatz, als sie an der Operation Judgement beteiligt war. Eine britische Kampfgruppe griff in der letzten offensiven Aktion der Home Fleet den deutschen U-Boot-Stützpunkt in der Kilbotnbucht bei Harstad in Nordnorwegen an. Neben der Diadem waren drei Geleitträger, der Schwere Kreuzer Norfolk und sieben Zerstörer an dem Einsatz beteiligt. Die den Stützpunkt angreifenden Flugzeuge der Träger versenkten U 711, ein Depotschiff und einen kleinen Versorgungsdampfer.
Die  Diadem war bis zum Kriegsende Bestandteil des 10. Kreuzergeschwaders und diente bis 1950 in der Home Fleet. Danach wurde sie von 1950 bis 1956 der Reserve zugeteilt.
1956 wurde ihr Verkauf an Pakistan beschlossen und nach einer Überholung wurde sie am 5. Juli 1957 an die pakistanische Marine übergeben und auf den Namen Babur getauft. Sie wurde später in Jahangir umbenannt und diente ab 1961 als Schulschiff für Seekadetten.
1985 wurde der alte Kreuzer verschrottet.